# SERO

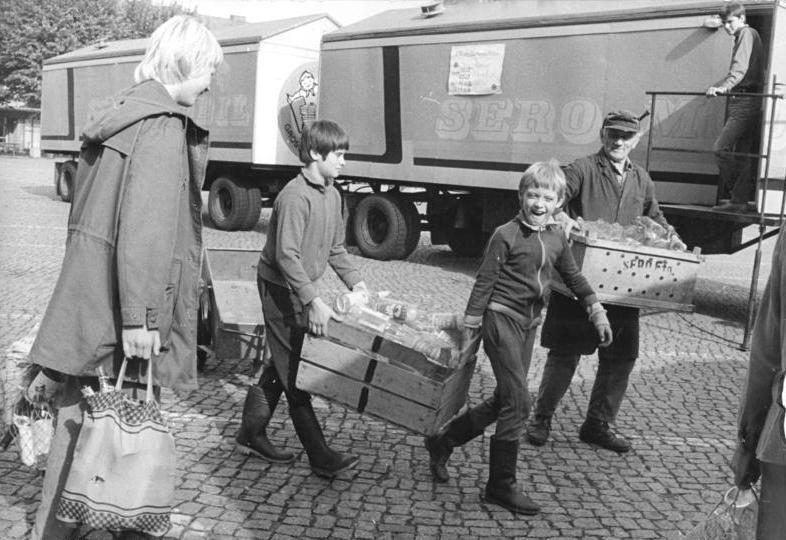
Kinder sammeln Altstoffe, 1983

Das VEK Sekundär-Rohstofferfassung, kurz SERO, war ein Unternehmen in der DDR, das Sekundärrohstoff-Annahmestellen und deren Weiterverteilung betrieb. Hier wurden Sekundärrohstoffe (wiederverwertbare Wertstoffe, umgangssprachlich Altstoffe) aufgekauft und einer weiteren Verwendung zugeführt. Im Vergleich zum Erfassungssystem für wiederverwertbare Wertstoffe in der alten Bundesrepublik erreichte das SERO-System einen wesentlich höheren Rückführungsgrad in den Wirtschaftskreislauf für diese Stoffe.
Im allgemeinen Sprachgebrauch war mit SERO meist das System der Aufkaufstellen gemeint, das in der DDR ein dichtes Netz bildete, um den Kunden weite Wege zu ersparen. Aufkäufer waren weitestgehend private Kleinunternehmer, die relativ gut daran verdienten. Die SERO-Annahmestellen arbeiteten unter einem einheitlichen SERO-Logo; das Maskottchen war der rosafarbene Elefant Emmy. Aufgekauft wurden unter anderem Flaschen, Gläser, Altpapier, Textilabfälle und Metall-Schrott. An den Sammlungen waren häufig ganze Familien, die Pionier- oder Jugendorganisation FDJ beteiligt. Als zusätzlichen Anreiz fanden Altstoffsammlungen zu Solidaritätsaktionen statt wie Solidarität mit Vietnam oder Hilfe für Moçambique. Die Erlöse gingen dann an das Solidaritätskomitee der DDR.

## Geschichte

### Entstehung und Bestand bis 1990
Das SERO-System existierte bereits seit den späten 1950er Jahren, es war aus dem Rumpelmännchen hervorgegangen, das in den Anfangsjahren der DDR als Aushängeschild der Altstoffsammlung diente.
Als Ursprung kann die ständige Rohstoffknappheit der DDR angesehen werden, denn diese Primärrohstoffe mussten am Weltmarkt für Devisen eingekauft werden. Eine großflächige Wiederverwendung möglichst ohne Umwandlungen der Materialien war deshalb wirtschaftlich sinnvoll und diente, wie vor allem später festgestellt wurde, auch der Müllvermeidung. Die staatliche Planwirtschaft entwickelte daher das Aufkaufsystem, das als Voraussetzung möglichst genormte Glasverpackungen erforderte. Die DDR hatte zur Standardisierung das TGL-System eingeführt, so dass die Materialienvielfalt überschaulich blieb.

SERO-Empfangsbestätigung

In den Aufkaufstellen gab es Muster mit der Angabe der Aufkaufpreise, beispielsweise wurde gebündeltes Altpapier (Zeitungen, Broschüren sowie Wellpappe) mit 30 Pfennig je kg honoriert, für Flaschen und Gläser wurden je nach Größe und Farbe um 20 Pfennig pro Stück und für Buntmetall (Messing, Kupfer) mit 2,50 Mark je Kilogramm gezahlt.
Das Kombinat unterstand zu Beginn dem Ministerium für Materialwirtschaft und ab 1987 dem Ministerium für Glas- und Keramikindustrie. Weitere Kombinate im Verantwortungsbereich des Ministeriums für Glas- und Keramikindustrie können in der Liste von Kombinaten der DDR eingesehen werden.

### Statistik
Das Sero-Konzept schuf auch Arbeitsplätze, so waren im Jahr 1988 11.109 Personen direkt im Aufkaufsystem beschäftigt, weitere 26.377 Menschen galten als Vertragspartner. Es gab etwa 17.000 Annahmestellen.
Die Anteile der Sekundärrohstoffe an der Deckung des Rohstoffbedarfs der DDR betrugen Anfang der 1970er Jahre bei Eisenwerkstoffen 50 %, bei Aluminium 20 %, bei Kupfer 35 %, bei Blei 40 % und bei Papier 40 %. Im Jahr 1989 wurden in der gesamten DDR etwa 11.000 Tonnen Plaste zur Herstellung von Getränkekästen, Blumentöpfen und -Kästen oder Untersetzern wiederverwertet. 422 000 Tonnen Altmetall kamen im Wohnungsbau oder in der Fahrzeugproduktion zum Einsatz. Bis zu 14 % der Rohstoffimporte der DDR konnten durch die Sammlungen bei SERO ersetzt werden.

### Werbung und Wettbewerbe
Der Ankauf von Altstoffen über das SERO-System lieferte vor allem für Privathaushalte und Kinder einen finanziellen Anreiz zum Sammeln von hauptsächlich Glas, Papier und Pappe sowie Altmetall (Schrott) und Alttextilien (Lumpen). Auch die Rückgewinnung und Verwertung von Kunststoffen aus thermoplastischen Verpackungen gewann in den 1980er Jahren zunehmende Bedeutung.
Das Sammeln von Altstoffen diente besonders in den Schulen zur Erziehung zur Hilfsbereitschaft und zum Fleiß. In Klassenzimmern überwiegend der unteren Klassenstufen und in Schulfluren (Wandzeitungen) hingen oft Diagramme mit den Sammlungsergebnissen nach Klassen und Schülern. Vor allem in Kindergärten war zudem das Sammeln von Kronkorken oder von Aluminiumfolien beliebt, die zu Kugeln gepresst in entsprechende Sammelbehälter eingeworfen werden konnten.

### SERO-Werbung in der DDR
Das Sammeln von Sekundärrohstoffen wurde in der DDR stark beworben, u. a. in der Fernsehwerbesendung Tausend Tele-Tips und mit Comics in den Jugendzeitschriften FRÖSI und Atze, die das Altpapiersammeln vor allem als Tätigkeit des vorbildlichen DDR-Pioniers propagierten.
Der Werbespruch von SERO lautete: „Rohstoffe – von uns – für Sie. Unsere Annahmestellen erwarten Sie.“

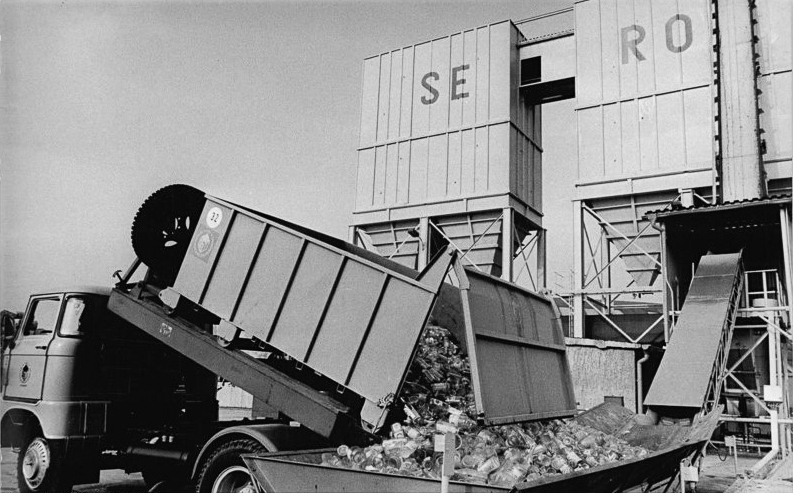
Abladen von Glasbruch, 1982
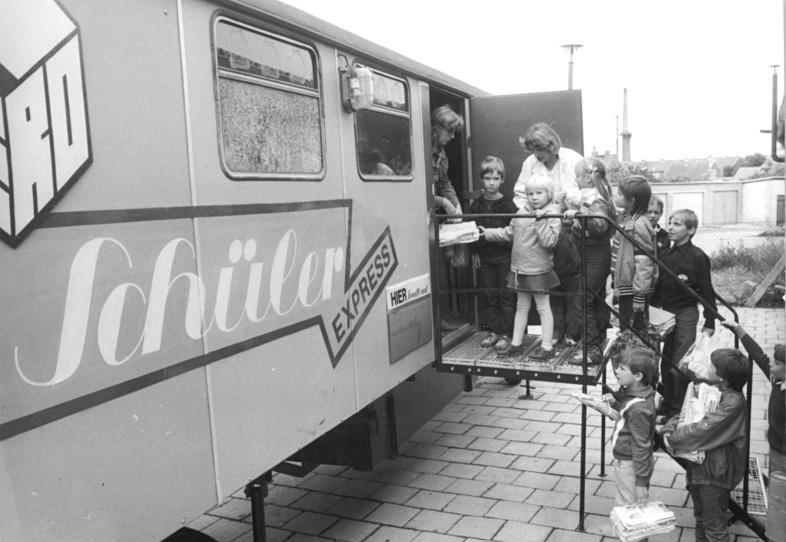
Sero-Schülerexpress, 1986
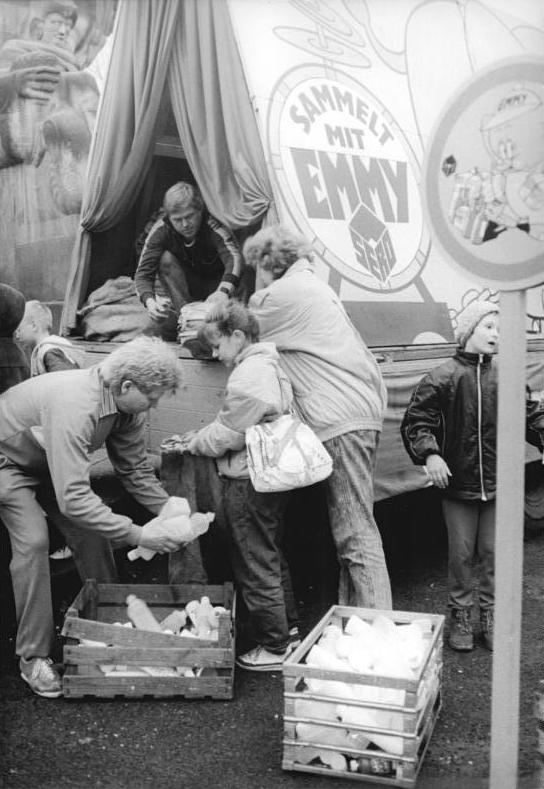
Altstoffsammlung von Schülern, 1988

## Ab 1990
Die Recycling-Expertin Susanne Hartard erhielt im Sommer 1990 vom Bundesministerium für Forschung, Wissenschaft und Technologie den Auftrag, das SERO-System im Hinblick auf dessen Fortführung in einer zukünftigen Kreislaufwirtschaft zu untersuchen. Nach zwei Jahren, in denen zwei Vollzeitkräfte in die Untersuchung eingebunden waren, kam man zu dem Schluss, das System sei ausgesprochen effizient und plante, es in angepasster Form fortzusetzen. Der damalige Bundesumweltminister Klaus Töpfer bekundete seine Sympathie für SERO. Auch der frühere DDR-Umweltminister Karl-Hermann Steinberg hoffte, die Abwicklung des Systems verhindern zu können.
Zur gleichen Zeit zeichnete sich jedoch der Kollaps ab. Die SERO-Annahmestellen wurden inzwischen mit großen Mengen Abfällen zu niedrigeren Preisen von Quellen, die zu DDR-Zeiten nicht zugänglich waren, beliefert. Der vorgesehene Erhalt des SERO-Systems wurde nicht realisiert. Gleichzeitig befand sich gerade der Grüne Punkt in der Erprobung, der allerdings komplett von der Industrie und nicht von der Wirtschaft getragen wird. Er ist kein Mehrwegsystem, denn keines der gesammelten Materialien wird direkt wiederverwendet. Es kommt nur bei der Neuherstellung von Verpackungen als Zusatz zur Anwendung. Der Grüne Punkt hat seit seiner flächendeckenden Einführung damit zu keinerlei messbaren Müllvermeidung geführt. Er führte auch schon durch sein kompliziertes Finanzierungssystem zu Missbrauch und Skandalen.
Eine wirtschaftlich etwas sinnvollere Methode sind die Unverpackt-Läden, die weder eine Förderung durch die Regierung erfahren noch durch Zulieferer im größeren Maße unterstützt werden.

### SERO AG
Ein Unternehmen, das aus dem staatlichen Sammelsystem der DDR hervorging, war die zeitweilig börsennotierte SERO AG mit Sitz in Berlin. Das betriebswirtschaftliche Konzept der Wertstofferfassung wurde nach der Wende von der Lösch AG in Dülmen übernommen und von den Gebrüdern Löbbert weiterentwickelt. Betriebliche Manipulationen führten zum aufsehenerregenden Konkurs der Firma Lösch/Löbbert. Die SERO Entsorgung AG stellte am 2. Juli 2001 beim zuständigen Amtsgericht Charlottenburg einen Antrag auf Eröffnung eines Insolvenzverfahrens.

### Nutzungen des Sero-Begriffs
In der Entsorgungsbranche gibt es ähnlich klingende Firmennamen, die mit dem ursprünglichen SERO-System wirtschaftlich und gesellschaftlich nichts zu tun haben. So besitzt z. B. der Entsorgungs- und Recyclingskonzern Alba AG mit der Sero-Leipzig GmbH eine Gesellschaft, deren Name den Begriff enthält.
Die Firma SERO Berlin/Brandenburg ist der Inhaber des originalen Markenzeichen SERO und verwendet es wie früher für SERO-Annahmestellen, z. B. in Oranienburg.
Seit 2012 ist die Berlin Recycling GmbH Inhaber der Marke SERO und betreibt unter dem Namen SERO Aktenvernichtung die bundesweite Dienstleistung der Aktenvernichtung.